# 明徳皇后 (北周)
明徳皇后（めいとくこうごう）は、中国北魏・西魏の権臣である宇文泰の母で、宇文肱の妻。兄は、西魏の武人・王盟。前漢の武帝が紀元前108年に朝鮮半島に設置した植民地・楽浪郡で勢力を張った中国系豪族の楽浪王氏の出身。